# Lương Sơn Bá – Chúc Anh Đài
Lương Sơn Bá – Chúc Anh Đài là một truyền thuyết Trung Quốc về chuyện tình đẹp nhưng đầy bi kịch của một đôi trai gái, Lương Sơn Bá (梁山伯) và Chúc Anh Đài (祝英台) hay còn được viết tắt là Lương Chúc, từ tên gọi của hai người mà truyền thuyết này được biết đến trong tiếng Trung là 梁山伯與祝英台, bính âm: Liáng Shānbó yǔ Zhù Yīngtái, hay viết tắt là "梁祝", Liáng – Zhù). Truyền thuyết Trung Hoa này thường được so sánh với câu chuyện tình yêu Romeo và Juliet của nước Anh.
Sáu thành phố tại Cộng hòa nhân dân Trung Hoa đã cộng tác từ năm 2004 để chính thức đề nghị UNESCO công nhận truyền thuyết này là Di sản văn hoá phi vật thể thế giới, với dự kiến đệ trình năm 2006 thông qua Bộ văn hóa Trung Quốc.

## Tổng quan
Câu chuyện này bắt nguồn từ thời nhà Đông Tấn (317–420).
Một thiếu nữ tên là Chúc Anh Đài, người Thượng Ngu, Chiết Giang, vừa thông minh vừa xinh đẹp, rất thích đọc sách nên nối gót các huynh đệ học tập thơ văn. Mặc dù bị cha mẹ phản đối, Chúc Anh Đài vẫn quyết tâm cải trang thành con trai để đến học tại một ngôi trường ở Hàng Châu tên là Nghi Sơn. Trên đường, nàng tình cờ gặp gỡ một thư sinh thật thà, học vấn xuất chúng, phẩm chất hơn người là Lương Sơn Bá, đến từ Cối Kê.
Hai người kết nghĩa làm huynh đệ và cùng đến trường Nghi Sơn bái sư. Tuy ở cùng nhau ba năm, cùng nhau đọc sách, ở chung một phòng nhưng Lương Sơn Bá chưa bao giờ nghi ngờ Chúc Anh Đài là con gái. Chàng chỉ một lòng học tập, thế nhưng Anh Đài thì lại dần dần có tình cảm sâu sắc với chàng. Một ngày, Anh Đài nhận được thư từ Chúc Gia bảo nàng phải về nhà gấp. Nàng không có cách nào từ chối và cũng không dám nói ra sự thật với Sơn Bá, bèn đem bí mật của mình tiết lộ cho Sư Mẫu ở trường và nhờ Sư Mẫu chuyển miếng ngọc cho Sơn Bá làm tín vật định tình. Dọc đường Lương Sơn Bá tiễn Chúc Anh Đài, nàng đã nhiều lần ám chỉ mình là nữ nhi và có tình cảm với Sơn Bá nhưng chàng vẫn không nhận ra. Cuối cùng, Anh Đài nói rằng sẽ thu xếp để Lương Sơn Bá cưới Cửu muội - em gái của mình, hy vọng Sơn Bá sớm ngày tới Chúc Gia trang xem mặt. Thực chất, Cửu muội chính là Chúc Anh Đài. Khi Sư Mẫu chuyển tín vật cho Sơn Bá, chàng mới hiểu ra mọi chuyện, bèn nhanh chóng tới Chúc Gia Trang tìm Anh Đài. Tại đây, hai người đã sáng tỏ tình cảm của mình.
Mặc dù họ yêu nhau say đắm, nhưng Anh Đài đã bị cha mẹ hứa gả cho con trai một gia đình quyền quý tên là Mã Văn Tài (馬文才). Mã Văn Tài là con trai của thái thú, có tính cách hống hách ngang ngược, thích ỷ quyền hiếp yếu, bụng dạ nham hiểm thâm độc, mưu mô xảo quyệt, đã nhiều lần cố ý chia rẽ đôi uyên ương Lương Sơn Bá – Chúc Anh Đài. Cùng lúc, khi Sơn Bá ngỏ ý cầu hôn, cha mẹ Anh Đài không chấp thuận lời cầu hôn của Sơn Bá vì cho rằng nhà họ Lương quá nghèo nên không môn đăng hộ đối. Do quá phiền muộn trong một thời gian dài, Lương Sơn Bá đã lâm bệnh nặng và sau đó mất tại nơi làm việc khi đang làm tri huyện tại huyện Ngân.
Vào ngày Chúc Anh Đài phải lấy Mã Văn Tài, nàng yêu cầu kiệu hoa phải đi qua con đường có chôn cất Sơn Bá, nếu không thà chết cũng sẽ không bước vào nhà họ Mã. Khi đoàn đón dâu đi ngang qua mộ Lương Sơn Bá, một trận cuồng phong nổi lên ngăn cản đoàn người đi tiếp. Chúc Anh Đài rời kiệu hoa đến trước mộ Lương Sơn Bá để cúng tế. Nàng quỳ xuống khóc thương thảm thiết và nguyện ý cùng Sơn Bá sống chết không cách rời. Bỗng phần mộ Lương Sơn Bá có vết nứt, dần dần mở ra. Chúc Anh Đài đi vào trong đó. Sau đó đột nhiên mây đen biến mất, trời quang mây tạnh, từ trong mộ, một đôi hồ điệp rất đẹp quấn quýt bên nhau và cùng bay đi, lượn quanh khóm hoa tươi.

## Ghi chép lịch sử
Ghi chép sớm nhất về truyền thuyết này có vào cuối thời nhà Đường. Trong Tuyên thất chí, tác giả Trương Độc vào khoảng những năm 850–880 có viết:
| “ | Anh Đài, con gái nhà họ Chúc ở Thượng Ngu, cải trang thành nam tử, cùng học với Lương Sơn Bá đến từ Cối Kê. Sơn Bá không biết Anh Đài là gái nên xem Anh Đài là bạn thân, hai người cùng ở cùng phòng với nhau. Tự hiệu của Sơn Bá là Xử Nhân (處仁). Chúc Anh Đài quay về nhà trước. Hai năm sau, Lương Sơn Bá đến thăm nhà nàng, chỉ khi đó mới biết nàng là gái, vì thế cảm thấy buồn bã như mất đi điều thuộc về mình. Lương Sơn Bá muốn cầu hôn với cha mẹ Chúc Anh Đài, nhưng gia đình nàng đã đồng ý gả nàng cho con trai nhà họ Mã. Sơn Bá nhậm chức huyện lệnh tại huyện Ngân, sau đó chết tại nhiệm sở và được chôn cất tại phía tây thành Mậu. Khi Chúc Anh Đài được hộ tống đến nhà họ Mã bằng đường thủy thì thuyền cứ dừng lại trước mộ, không thể di chuyển được vì gió to và sóng cả. Sau khi biết rằng đó là mộ của Lương Sơn Bá, Chúc Anh Đài lên bờ kêu gào khóc thương, đất bỗng tự mở ra; Chúc Anh Đài vì thế cũng được chôn cất trong mộ. Tạ An, khi đó là thừa tướng nhà Tấn, tấu biểu cho đề lên mộ câu "Nghĩa phụ trủng" (義婦塚, tức mộ của người vợ có nghĩa). | ” |

Truyền thuyết này cũng được ghi chép lại trong nhiều tài liệu chính thức khác, như Ngân huyện chí (鄞縣志), Ninh Ba phủ chí (寧波府志) và Nghi Hưng Kinh khê tân chí.

## Tranh cãi
Các chứng cứ:
1. Theo khảo chứng của các nhà sử học nghiên cứu về thời Ngụy – Tấn, câu chuyện "Lương Chúc" khởi nguồn tại thị trấn Mã Hương, huyện Nhữ Nam, tỉnh Hà Nam. Tại đây hiện còn những di tích như mộ Lương Chúc, Lương gia trang, Chúc gia trang, Mã gia trang, thư viện Hồng La Sơn, mộ của Trâu Đồng – thầy Lương Chúc,...
2. Nhà nghiên cứu văn hóa Lương Chúc tại Nghi Hưng, Giang Tô – ông Lộ Hiểu Nông thì lại cho rằng, bản ghi chép bằng chữ viết về câu chuyện Lương Chúc xuất hiện sớm nhất tại Nghi Hưng. Nhiều chuyên gia trong giới học thuật, giới sử học, du lịch nhận định rằng: Từ "Tì lăng chí" của Tống Hàm Thuần đến tiểu thuyết truyền kỳ của Phùng Mộng Long thời Minh, đều có ghi chép và các chứng cứ cho thấy, Lương Sơn Bá và Chúc Anh Đài là người Nghi Hưng.
Mộ Lương Chúc ở Nhữ Nam không giống các nơi khác – là một ngôi mộ chung. Tại đây có hai ngôi mộ riêng, trong ảnh ngôi mộ ở xa là của Lương Sơn Bá, và gần hơn là mộ Chúc Anh Đài
3. Chuyên gia nghiên cứu văn hóa Lương Chúc, Chủ tịch Hội liên hiệp văn học khu Ngân Châu thành phố Ninh Ba – ông Ma Thừa Chiếu nói, theo nghiên cứu của ông đối với quyển Ngân Châu huyện chí, thì Lương Sơn Bá là người Ngân Châu, và Chúc Anh Đài là người Thượng Ngu.
4. Trong Nghĩa Trung Vương miếu ký của tri phủ Minh Châu (Ninh Ba ngày nay) thuộc triều Tống Lý Mậu Thành ghi chép: Lương Sơn Bá sinh vào mùng 1 tháng 3 âm lịch năm 352 Công nguyên, qua đời vào ngày 16 tháng 8 âm lịch năm 373, chưa từng kết hôn. Chúc Anh Đài kết hôn vào mùa xuân năm 374, miếu Lương Sơn Bá (còn gọi là miếu Nghĩa Trung Vương) xây dựng vào năm 397. Sau này, các ghi chép quan trọng khác còn có "Lý Tú Khanh kết nghĩa Huỳnh Trinh Nữ" của Phùng Mộng Long, triều Minh và "Chúc Anh Đài tiểu truyện" của Thiệu Kim Bưu, triều Thanh. Kết cuộc đôi uyên ương khổ mệnh hoá bướm cũng có trong "Chúc Anh Đài tiểu truyện".
5. Tháng 7 năm 1997, người ta phát hiện một ngôi mộ có từ đời Tấn trong miếu thờ Lương Sơn Bá ở Ninh Ba, vị trí, qui cách và đồ tùy táng của ngôi mộ đều trùng khớp với thân phận huyện lệnh huyện Ngân và nơi an táng của Lương Sơn Bá ghi chép trong sách sử. Đây được cho là tư liệu, hiện vật đáng tin cậy.
6. Thập niên 50 của thế kỷ 20, khi sáng tác tiểu thuyết Lương Sơn Bá và Chúc Anh Đài, nhà văn nổi tiếng Trương Hận Thủy từng dựa vào truyền thuyết dân gian, khảo chứng ra mười nơi khởi nguồn của câu chuyện "Lương Chúc": Thành phố Ninh Ba tỉnh Chiết Giang, TP Nghi Hưng tỉnh Giang Tô, TP Khúc Phụ tỉnh Sơn Đông, huyện Thanh Thủy tỉnh Cam Túc, huyện Thư Thành tỉnh An Huy, TP Hà Giang tỉnh Hà Bắc, huyện Gia Tường tỉnh Sơn Đông, TP Giang Đô tỉnh Giang Tô, thị trấn Bồ Châu tỉnh Sơn Tây và TP Tô Châu tỉnh Giang Tô.
7. Trước mắt, đã phát hiện 17 di tích liên quan đến Lương Chúc, bao gồm 6 nơi học tập, 10 ngôi mộ và 1 ngôi miếu. Tuy nhiên, các chuyên gia cho rằng, nơi học tập của Lương Chúc được hình thành sau khi chịu ảnh hưởng từ truyền thuyết dân gian, nên không thể chứng minh nơi khởi nguồn.
Các câu chuyện khác nhau:
Hiện nay, hơn 10 địa phương ở Trung Quốc đều tranh nhau tự xưng là quê hương của Lương Chúc, trong đó, có những nơi từng làm văn bản xin được công nhận di sản văn hóa thế giới. Truyền thuyết "Lương Chúc" đã trở thành miếng mồi béo bở cho ngành du lịch, nơi nào cũng muốn giành, chưa kể nhiều người còn cất công biên khảo, tô vẽ để tìm cách chứng thực.
Tại Ninh Ba, Chiết Giang, tương truyền Lương Sơn Bá là huyện lệnh của Ngân Châu, vì đắc tội với các nhà quyền quý, bị hãm hại đến chết, bá tánh đã xây cho anh một ngôi mộ lớn. Còn Chúc Anh Đài là hiệp nữ thời Minh, chuyên cướp của người giàu chia cho người nghèo, sau này cũng bị bọn quý tộc kết hợp với tham quan ô lại sát hại. Để tưởng nhớ hai người, dân chúng địa phương đã an táng họ chung phần mộ, xem như kết hôn... dưới âm phủ. Ngân Châu hiện còn bảo tồn ngôi mộ chung và nhà của Lương Chúc.
Còn tại Nhữ Nam lại kể rằng, vào triều Tấn, Lương Sơn Bá học chung với Chúc Anh Đài trong ba năm, nhưng vẫn không phát hiện thân phận nữ nhi của cô. Trước lúc lâm chung, Lương Sơn Bá yêu cầu người nhà an táng cho mình tại ven đường nơi kiệu hoa của Chúc Anh Đài sẽ đi qua, để mình trông thấy cô thành hôn. Sau khi hay tin, Chúc Anh Đài mặc áo tang xuất giá, khi kiệu hoa đi ngang ngôi mộ của Lương Sơn Bá, cô yêu cầu được xuống kiệu cúng tế, nhân lúc mọi người không chú ý, cô đã tự vẫn bằng cách đập đầu vào cây liễu. Hai người được chôn mộ riêng, chứ không an táng chung. Hiện nay, tại Nhữ Nam có "Đài Tử tự" được cho là nơi Lương Chúc học tập, còn gọi là "núi Hồng La". Theo truyền thuyết, nơi đây từng có "Hồng La thư viện". Trên núi Hồng La, cái giếng mà Lương Chúc lấy nước trong truyện kể vẫn còn, bên cạnh giếng có tấm bia đá khắc chữ "Giếng Lương Chúc".
Ngoài ra còn có bốn phiên bản "Lương Chúc" khác, và dường như mỗi nơi đều có những dấu tích riêng, vì thế đến nay người ta vẫn chưa thể xác định đâu là quê hương, khởi nguồn chuyện tình Lương Chúc.

## Nghệ thuật
Truyền thuyết này đã được mô phỏng thành các phiên bản địa phương của hí kịch Trung Quốc truyền thống, chẳng hạn Lương Chúc trong hí kịch Thiệu Hưng và Liễu ấm ký (柳蔭記) trong hí kịch Tứ Xuyên. Phiên bản trong Thiệu Hưng kịch đã được chuyển thể thành phim màu năm 1953  tại Trung Quốc với Phạm Thụy Quyên (范瑞鹃) vai Lương Sơn Bá, Viên Tuyết Phân (袁雪芬) vai Chúc Anh Đài. Giới thiệu bộ phim này do Bộ Văn hóa và Ủy ban quân sự và chính trị Đông Hoa thực hiện đã diễn ra trên quê hương của Chúc Anh Đài ở Thượng Ngu.
Câu chuyện cũng truyền cảm hứng cho sự ra đời của Lương Chúc tiểu đề cầm hiệp tấu khúc (梁祝小提協奏曲), một sáng tác dành cho viôlông và dàn nhạc. Nó được các nhà soạn nhạc Trung Quốc là Hà Chiêm Hào (何占豪) và Trần Cương (陈钢) sáng tác năm 1958.
Bản concerto này dài gần khoảng 30 phút và là một trong những tác phẩm kinh điển của nền âm nhạc Trung Quốc hiện đại. Trong thập niên 1970, đài truyền hình TVB của Hồng Kông đã cho viết phỏng theo truyền thuyết này các đoạn tiểu khúc âm nhạc, với Đàm Bách Tiến và Susanna Kwan thể hiện các đoạn xướng âm cho các phần nhạc thu do Cố Gia Huy viết.
Ít nhất có 2 phim điện ảnh đã sử dụng nó cho phần nhạc chủ đề của mình: The Lovers , do Từ Khắc làm đạo diễn và Dương Thái Ny cùng Ngô Kỳ Long thủ vai tại Hồng Kông năm 1994; và The Butterfly Lovers ,, một phim truyện hoạt hình do Tsai Min-chin đạo diễn và các diễn viên Elva Siao, Rene Liu và Jacky Wu Jing thủ vai tại Đài Loan năm 2004.
Năm 1981, Jann Paxton, khi đó làm việc trong chương trình nghệ thuật nhà hát tại Đại học Old Dominion ở Norfolk, Virginia, đã được các sinh viên Trung Quốc giới thiệu cho biết về Lương Chúc tiểu đề cầm hiệp tấu khúc.
Paxton đã cảm nhận nguồn cảm hứng từ bản concerto này và truyền thuyết nguyên bản của nó đến mức ông đã hình thành ra một vở ba lê đủ dài dựa trên câu chuyện này và cố gắng thu được các quyền biểu diễn hạn chế đối với bản tổng phổ từ những người sở hữu nó tại Trung Quốc.
Sáng tác và dàn dựng của Randy Strawderman và Jann Paxton (ông thiết kế luôn cả cảnh dựng và trang phục), vở ba lê Butterfly Lovers (Hồ điệp tình nhân) đã được Nhạc viện North Carolina (NCSA) tại Winston-Salem, Bắc Carolina công diễn chính thức lần đầu tiên ở Hoa Kỳ vào mùa xuân năm 1982 tại nhà hát Agnes DeMille như là một phần của gala vũ điệu mùa xuân của trường này.
Các vai chính, Lương Sơn Bá và Chúc Anh Đài, do hai sinh viên của trường này là Sean Hayes và Alicia Fowler thể hiện. Câu chuyện của Paxton giữ nguyên phiên bản kinh điển của Trung Quốc với sự bổ sung một vài nhân vật phụ. Vở ba lê cũng đã được trình diễn theo kiểu "nhà hát hộp đen" và sử dụng các loại đồ dùng sân khấu bằng vải khác nhau cũng như các thay đổi trong trang phục.
Dựa trên chuyện tình này, xưởng phim Thiệu Thị (Shaw Brothers studio) cũng đã sản xuất phim Love Eterne (Tình yêu vĩnh cửu) , do Lý Hàn Tường đạo diễn, các diễn viên Lăng Ba vai Lương Sơn Bá và Lạc Đế vai Chúc Anh Đài năm 1962.
Tháng 5 năm 2001, một nhóm sinh viên của Đại học Oxford đã thành lập Công ty sản xuất kịch Lương Chúc, viết lại toàn bộ câu chuyện thành vở kịch hiện đại và trình diễn nó bằng tiếng Anh.
Năm 1999. Đài Loan cho ra mắt bộ phim truyền hình cùng tên Lương Sơn Bá – Chúc Anh Đài với dàn diễn viên trẻ đẹp đến từ Đài Loan và Hồng Kông do La Chí Tường và Lương Tiểu Băng thủ vai. Bộ phim đã lấy đi nhiều nước mắt của khán giả, tạo nên một cơn sốt không những ở Đài Loan mà còn lan tỏa ra một số nước khác.
Năm 2007, một bộ phim truyền hình mang tên Lương Sơn Bá – Chúc Anh Đài do hãng Guangzhou Broadcasting Network sản xuất được phát sóng trên kênh GZTV của đài cũng như kênh VTV3 của Đài Truyền hình Việt Nam. Phim có hai diễn viên Hà Nhuận Đông thủ vai Lương Sơn Bá và Đổng Khiết thủ vai Chúc Anh Đài.

## Các phiên bản Việt Nam

### Hài kịch
Trong cuốn Paris by Night 80 của Trung tâm Thúy Nga, hai nghệ sĩ Hoài Linh và Chí Tài hóa thân hai nhân vật này.

### Cải lương
Phi Nhung và Mạnh Quỳnh thể hiện qua vở cải lương cùng tên, Trung tâm Thúy Nga phát hành năm 2001; Thể loại Hồ Quảng